# Jan Sonnergaard
Jan Sonnergaard (født 15. august 1963 i Storkøbenhavn, død 18. november 2016 i Beograd) var en dansk forfatter, dramatiker, kronikør og debattør.

## Baggrund
Sonnergaard voksede op i Virum. Han var uddannet cand.mag. i litteraturvidenskab og filosofi fra Københavns Universitet.

## Karriere
Sonnergaard debuterede i 1990 med novellen "Imitation af Lacoste", der udkom i antologien "Begyndelser 1990". Senere bidrog han med noveller til tidsskriftet Ildfisken. I 1997 udkom hans første bog, novellesamlingen Radiator, der blev udgivet af Gyldendal. Andet bind i hans novelletrilogi Sidste søndag i oktober udkom i 2001, og tredje bind Jeg er stadig bange for Caspar Michael Petersen udkom i 2003.
I 2006 debuterede han som dramatiker med stykket Liv og død på Café Olfert Fischer der blev sat op på Kaleidoskop af Thomas Bendixen. I 2009 udkom hans første roman, kollektivromanen Om atomkrigens betydning for Vilhelm Funks ungdom, der er fortalt som en nedtælling til den nukleare dommedag. Frysende våde vejbaner (2015) er en sort roman om forliste drømme og forventninger.
Tematisk beskæftigede Sonnergaard sig primært med en kritik af tilværelsens meningsløshed og monotoni i 1990'ernes Danmark. Han skrev i et meget direkte og ofte provokerende sprog, der beretter levende om både vold, druk og erotik.
I 2009 udkom hans første roman, Om atomkrigens betydning for Vilhelm Funks ungdom. Den handler om, hvordan Den Kolde Krigs atomtrussel blev en ubevidst motivation for manges livsstil i 1980'erne og fik yuppier og punkere til at leve hver dag, som var det den sidste.
Sonnergaard var, da han døde, i Beograd for at promovere sine bøger. Han døde af et hjertestop.
Forfatteren og vennen Kristian Himmelstrup udgav i 2024 biografien Søde Jan om Jan Sonnergaard. 

## Udgivelser
| Titel | Genre    | År   | Forlag    | ISBN               |
| --- | -------- | ---- | --------- | ------------------ |
| Radiator | Noveller | 1997 | Gyldendal | ISBN 87-00-29066-1 |
| Sidste søndag i oktober | Noveller | 2000 | Gyldendal | ISBN 87-00-47302-2 |
| Jeg er stadig bange for Caspar Michael Petersen                                                                              | Noveller | 2003 | Gyldendal | ISBN 87-02-01673-7 |
| Liv og død på Café Olfert Fischer                                                                                            | Drama    | 2006 | Drama     | ISBN 87-7865-638-9 |
| Om atomkrigens betydning for Vilhelm Funks ungdom                                                                            | Roman    | 2009 | Gyldendal | ISBN 9788702076745 |
| Gamle historier: 1990-2008                                                                                                   | Noveller | 2009 | Gyldendal | ISBN 9788702072358 |
| Otte opbyggelige fortællinger om kærlighed og mad og fremmede byer: Paris, Rom, Tbilisi, Prag, Saint-Nazaire, Berlin, Amager | Essays   | 2013 | Gyldendal | ISBN 9788702145304 |
| Frysende våde vejbaner | Roman    | 2015 | Gyldendal | ISBN 9788702172270 |

## Priser
- 1997 - Harald Kidde Prisen
- 2000 - LO's kulturpris[10]
- 2007 - Jeanne og Henri Nathansens Mindelegat
- 2010 - Jytte Borberg Prisen[5] for romanen Om atomkrigens betydning for Vilhelm Funks ungdom.[7]